# Arnoldus Andries des Tombe
Arnoldus Andries des Tombe (6 février 1816 à Vught, Pays-Bas - 16 décembre 1902 à La Haye, aux Pays-Bas) est un officier militaire, un généalogiste et un collectionneur d'art. Il est surtout connu pour l'acquisition du tableau La Jeune Fille à la perle. Cet achat est fait sur le conseil de son ami Victor de Stuers qui tente depuis des années de prévenir la vente des œuvres de Johannes Vermeer, peintre peu productif, dans le but d'empêcher leur dispersion de par le monde. Lors d'enchères à La Haye en 1881, des Tombe paie le tableau deux florins et trente cents. Mort sans héritier en 1902, il lègue le tableau au Mauritshuis.